# Día Mundial del Asma
El Día Mundial del Asma es una jornada que se celebra anualmente el primer martes de mayo desde 1999, establecida por la Iniciativa Global contra el Asma (GINA por sus siglas en inglés) en colaboración con la Organización Mundial de la Salud en 1998.

## Proclamación
Este día se proclamó en 1998 por iniciativa de GINA y la Organización Mundial de la Salud, con la finalidad de concienciar sobre la enfermedad del asma y fomentar medidas para su control efectivo a nivel global. Esta jornada se conmemora cada año el primer martes de mayo desde 1999.

## Celebración
El Día Mundial del Asma se celebra anualmente cada primer martes de mayo. Esta fecha se eligió para coincidir con la primavera en el hemisferio norte, un periodo donde los alérgenos están en aumento, lo que es relevante dado que pueden desencadenar síntomas de asma. La primera celebración tuvo lugar en diciembre de 1998 pasando a celebrarse en sucesivas ocasiones al mes de mayo, desde entonces la participación y las actividades han crecido significativamente cada año, convirtiéndose en uno de los eventos más importantes para la concienciación y educación sobre el asma.

## Temas
- 2000-2002: World Asthma Day, ('Día mundial del asma')[5][6][7]
- 2003-2004: Global Burden of Asthma, ('Carga global del asma')[8][9]
- 2004-2006: The Unmet Needs of Asthma, ('Las necesidades insatisfechas del asma')[10][11][12][13]
- 2007-2008: You Can Control Your Asthma, ('Puedes controlar tu asma')[14][15][16][17]
- 2009: A Healthy Mind Takes An Easy Breath, ('Una mente sana respira fácilmente')[18][19]
- 2010-2012: You Can Control Your Asthma, ('Puedes controlar tu asma')[20][21][22][23][24][25]
- 2013: It's time to control asthma, ('Es tiempo de controlar el asma')[26][27]
- 2014-2016: You Can Control Your Asthma, ('Puedes controlar tu asma')[28][29][30][31]
- 2017: Asthma: Better Air, Better Breathing, ('Asma: mejor aire, mejor respiración')[32][33]
- 2018: Never too early, never too late. It's always the right time to address airways disease, ('Nunca es demasiado temprano, nunca es demasiado tarde. siempre es el momento adecuado para abordar las enfermedades de las vías respiratorias')[34][35]
- 2019: STOP for asthma, ('STOP al asma')[36][37]
- 2020: Enough Asthma Deaths, ('Basta de muertes por asma')[38]
- 2021: Uncovering Asthma Misconceptions, ('Descubriendo los malentendidos sobre el asma')[39]
- 2022: Closing Gaps in Asthma Care, ('Cerrando brechas en el cuidado del asma')[40][41]
- 2023: Tacking Steps, Caring on Asthma, ('Tomando medidas, cuidando el asma')[42]
- 2024: Asthma Education Empowers, ('La educación sobre el asma empodera')[4]